# Boston Society of Film Critics Award per la migliore sceneggiatura
Il Boston Society of Film Critics Award per la migliore sceneggiatura (BSFC Award for Best Screenplay) è un premio assegnato annualmente dal 1980 dai membri del Boston Society of Film Critics alla miglior sceneggiatura di un film distribuito negli Stati Uniti nel corso dell'anno. A partire dal 2022 è stato diviso nelle categorie per la migliore sceneggiatura originale (Best Original Screenplay) e non originale (Best Adapted Screenplay).

## Albo d'oro

### Anni 1980
- 1980: Bo Goldman - Una volta ho incontrato un miliardario (Melvin and Howard)
- 1981: Wallace Shawn e Andre Gregory - My Dinner with Andre
- 1982: Barry Levinson - A cena con gli amici (Diner)
- 1983: Éric Rohmer - Pauline alla spiaggia (Pauline à la plage)
- 1984: Alex Cox - Repo Man - Il recuperatore (Repo Man)
- 1985: Woody Allen - La rosa purpurea del Cairo (The Purple Rose of Cairo)
- 1986: Woody Allen - Hannah e le sue sorelle (Hannah and Her Sisters)
- 1987: James L. Brooks - Dentro la notizia - Broadcast News (Broadcast News)
- 1988: Ron Shelton - Bull Durham - Un gioco a tre mani (Bull Durham)
- 1989: Woody Allen - Crimini e misfatti (Crimes and Misdemeanors)

### Anni 1990
- 1990: Nicholas Kazan - Il mistero Von Bulow (Reversal of Fortune)
- 1991: David Cronenberg - Il pasto nudo (Naked Lunch)
- 1992: Neil Jordan - La moglie del soldato (The Crying Game)
- 1993: Robert Altman e Frank Barhydt - America oggi (Short Cuts)
- 1994: Quentin Tarantino e Roger Avary - Pulp Fiction
- 1995: Emma Thompson - Ragione e sentimento (Sense and Sensibility)
- 1996: Stanley Tucci e Joseph Tropiano - Big Night
- 1997: Curtis Hanson e Brian Helgeland - L.A. Confidential
- 1998: Scott Frank - Out of Sight
- 1999: Charlie Kaufman - Essere John Malkovich (Being John Malkovich)

### Anni 2000
- 2000: 
  - Cameron Crowe - Quasi famosi (Almost Famous)
  - Steve Kloves - Wonder Boys
- 2001: Christopher Nolan - Memento
- 2002: Charlie Kaufman e Donald Kaufman - Il ladro di orchidee (Adaptation.)
- 2003: Shari Springer Berman e Robert Pulcini - American Splendor
- 2004: Alexander Payne e Jim Taylor - Sideways - In viaggio con Jack (Sideways)
- 2005: Dan Futterman - Truman Capote - A sangue freddo (Capote)
- 2006: William Monahan - The Departed - Il bene e il male (The Departed)
- 2007: Brad Bird - Ratatouille
- 2008: Dustin Lance Black - Milk
- 2009: Joel ed Ethan Coen - A Serious Man

### Anni 2010
- 2010: Aaron Sorkin - The Social Network
- 2011: Steven Zaillian e Aaron Sorkin - L'arte di vincere (Moneyball)
- 2012: Tony Kushner - Lincoln
- 2013: Nicole Holofcener - Non dico altro (Enough Said)
- 2014: 
  - Richard Linklater - Boyhood
  - Alejandro González Iñárritu, Nicolás Giacobone, Alexander Dinelaris e Armando Bo - Birdman
- 2015: Tom McCarthy e Josh Singer - Il caso Spotlight (Spotlight)
- 2016: Kenneth Lonergan - Manchester by the Sea
- 2017: Greta Gerwig - Lady Bird
- 2018: Nicole Holofcener e Jeff Whitty - Copia originale (Can You Ever Forgive Me?)
- 2019: Quentin Tarantino - C'era una volta a... Hollywood (Once Upon a Time... in Hollywood)

### Anni 2020
- 2020: Charlie Kaufman - Sto pensando di finirla qui (I'm Thinking of Ending Things)
- 2021: Ryūsuke Hamaguchi e Takamasa Ōe - Drive My Car[2][3]
- 2022[4][5][6]
  - Migliore sceneggiatura originale: Martin McDonagh – Gli spiriti dell'isola (The Banshees of Inisherin)
  - Migliore sceneggiatura non originale: Kogonada – After Yang
- 2023[7][8]
  - Migliore sceneggiatura originale: David Hemingson – The Holdovers - Lezioni di vita (The Holdovers)
  - Migliore sceneggiatura non originale: Jonathan Glazer – La zona d'interesse (The Zone of Interest)
- 2024
  - Migliore sceneggiatura originale: Sean Baker – Anora
  - Migliore sceneggiatura non originale: RaMell Ross e Joslyn Barnes – Nickel Boys